# Waldemar Gonçalves
Waldemar Gonçalves, conhecido como Coroa (Rio de Janeiro, 15 de janeiro de 1916 — , ) foi um basquetebolista brasileiro.
Começou sua carreira esportiva no futebol do Vila Isabel Futebol Clube, onde foi campeão da Série B. Posteriormente, transferiu-se para o Clube de Regatas do Flamengo, onde começou a jogar basquetebol, chegando a tetracampeão carioca. Foi funcionário da Light S.A..
Aos 30 anos, integrou a Seleção Brasileira de Basquetebol Masculino que competiu nos Jogos Olímpicos de Berlim realizados em 1936. Por causa da idade, recebeu dos colegas o apelido de Coroa.